# I barndomens dagar
I barndomens dagar är en psalm med text skriven 1987 av Daniel Hallberg och musik skriven 1987 av Lennart Jernestrand.

## Publicerad i
- Segertoner 1988 som nr 394 under rubriken "Den kristna gemenskapen - Ordet".[1]